# 石川シン
石川 シン（いしかわ シン、旧芸名：石川 伸一郎、1980年3月2日 - ）は日本の俳優である。東京都出身。所属
以前は研音→スターダストプロモーションに所属していた。

## 人物・来歴
- 高校時代は雑誌「東京ストリートニュース」の人気モデルだった。
- 日本大学豊山高等学校卒業。
- 身長は170cm。
- 2009年、俳優の鈴木祥二郎とともに劇団ねじリズムを旗揚げ[2]。

## 出演

### 映画
- セカンドチャンス エピソード2（1999年11月）
- GTO（1999年12月）
- 秋晴レノ夜（2001年9月）主演
- SABU（2002年10月）
- tokyo.sora（2002年10月）
- SEMI（2003年3月）
- 自殺マニュアル（2003年10月）
- 君のままで（2003年11月）
- Seventh Anniversary（2003年11月）
- 独立少女紅蓮隊（2004年1月）
- 花とアリス（2004年3月）
- かんぬきがわ（2004年4月）
- 繋いだ手（2004年4月）主演
- 恋愛小説（2004年6月）
- Last Quarter（2004年10月）
- オペレッタ狸御殿（2005年5月）
- フライ、ダディ、フライ（2005年7月）
- まいっちんぐマチコ!ビギンズ（2005年9月）
- きみにしか聞こえない（2007年6月）
- 音符と昆布（2008年1月）
- 湾岸ミッドナイト THE MOVIE（2009年9月）

### テレビドラマ
- フレッシュドラマシリーズ『私ってヘン?!』 （TBS系、1998年8月）
- 世界で一番パパが好き 第9話 （フジテレビ系、1998年9月）
- 東芝日曜劇場『なにさまっ!』 （TBS系、1998年10月-12月）
- 美少女H2 第6話「流星たちが舞いおりるころII」 （フジテレビ系、1998年10月）
- ナオミ （フジテレビ系、1999年4月-7月） - 2年H組・森三樹夫 役
- OUT〜妻たちの犯罪〜 （フジテレビ系、1999年10月-12月）
- 土曜ワイド劇場『新・赤かぶ検事奮戦記シリーズ』 （テレビ朝日系、2000年-2001年） - 柊正男 役
- ドラマDモード『FLY 航空学園グラフィティ』 （NHK系、2000年4月）
- 東芝日曜劇場『催眠』 （TBS系、2000年7月-9月）
- 火曜サスペンス劇場『女の橋』 （日本テレビ系、2001年7月）
- ナショナル劇場『こちら第三社会部』 （TBS系、2000年10月-12月）
- はみだし刑事情熱系 第11話 （テレビ朝日系、2000年12月）
- 世界ウルルン滞在記　♯291 中国の猛烈ラーメンに石川伸一郎が出会った　(2001年8月5日　毎日放送系)

- 世にも奇妙な物語 秋の特別編 (2001年)「奇跡の女」（フジテレビ系、2001年10月）
- 新春スペシャルドラマ『壬生義士伝』 （テレビ東京系、2002年1月）
- LOVE and GO! （KTV系、2003年11月）主演
- 初体験天使 （NBN系、2004年2月）主演
- 牙狼-GARO- 第23話「心滅」（テレビ東京系、2006年3月） - 西の番犬所の神官 役
- 名奉行! 大岡越前 第2シリーズ 第5話「殺しを予告する浮世絵！強欲の女と連続殺人の怪!」 （テレビ朝日系、2006年5月） - 正吉 役
- PS -羅生門- 警視庁東都署 第4話「取調室の悪魔vs心理捜査官!あと1人死んでいる」 （テレビ朝日系、2006年7月）
- 先生道 エピソード6「初恋の先生」 （BS-i、2007年5月）
- ドラマ 鉄道むすめ 〜Girls be ambitious!〜（東名阪ネット6、2008年10月） - 成田亭小鳩 役
- 恋する血液型 シーズン2（2009年 ネットドラマ） - 礼二 役
- 帝王（2009年、毎日放送）
- 遺留捜査 第2シーズン（2012年7月、テレビ朝日系）第7話
- 東海テレビ制作昼ドラマ（東海テレビ
  - 娼婦と淑女（2010年4月-6月） - 藤堂賢吾 役
  - 潔子爛漫〜きよこらんまん〜(2013年10月） - 藤堂議員 役
- 烈車戦隊トッキュウジャー 第38駅（2014年11月、テレビ朝日） - 国領 役
- 相棒 Season 13 最終話 「ダークナイト」（2015年3月18日、テレビ朝日系） - 深山育洋 役
- 戦う!書店ガール 第5話・第6話（2015年5月12日・19日、フジテレビ系） - 雑誌の編集者 役
- 月曜ゴールデン『世田谷駐在刑事3』（2015年8月10日、TBS） - 橘刑事 役
- グッドパートナー 無敵の弁護士 第5話（2016年5月19日、TBS系） - 桂総合病院の医師 役
- ドラマミステリーズ 〜カリスマ書店員が選ぶ珠玉の一冊〜（2017年4月22日、フジテレビ）

### Vシネマ
- 湘南爆走族
- Departed to the future（2009年3月25日発売）